# Un lungo inverno senza fuoco
Un lungo inverno senza fuoco (Tout un hiver sans feu) è un film del 2004 diretto da Greg Zglinski.
Il film è stato presentato in concorso alla  61ª Mostra internazionale d'arte cinematografica di Venezia.

## Trama
Sullo sfondo della catena svizzera del Giura Jean e Laure trascorrono un lungo inverno dopo la perdita della loro figlia. Laure è disperata mentre Jean cerca di scacciare i sensi di colpa e allo stesso tempo di dimenticare il più presto possibile.